# Thybanan
Thybanan (danska: Thybanen) är en statsägd järnväg som går mellan staden Struer i Region Midtjylland och staden Thisted i Region Nordjylland i Danmark. Den ingår i det danska statliga nätet. Längden på bansträckningen är 74 kilometer.

## Trafik
Det går elva tåg på linjen per vardag och riktning, varannan timme och några tåg till. De flesta körs av GoCollective och de går bara Struer–Thisted. Några få tåg körs istället av DSB-tåg Skjern/Vejle-Struer-Thisted. Alla persontåg stannar på alla ställen. Körtiden är runt 1 timme och 10-20 minuter. 

## Historia
Thybanan invigdes 1882. Det var en tågfärja över Limfjorden från 1883 tills 1938, då Oddesundsbron öppnades, en 472 meter lång öppningsbar kombinerad väg- och järnvägsbro.

## Bilder

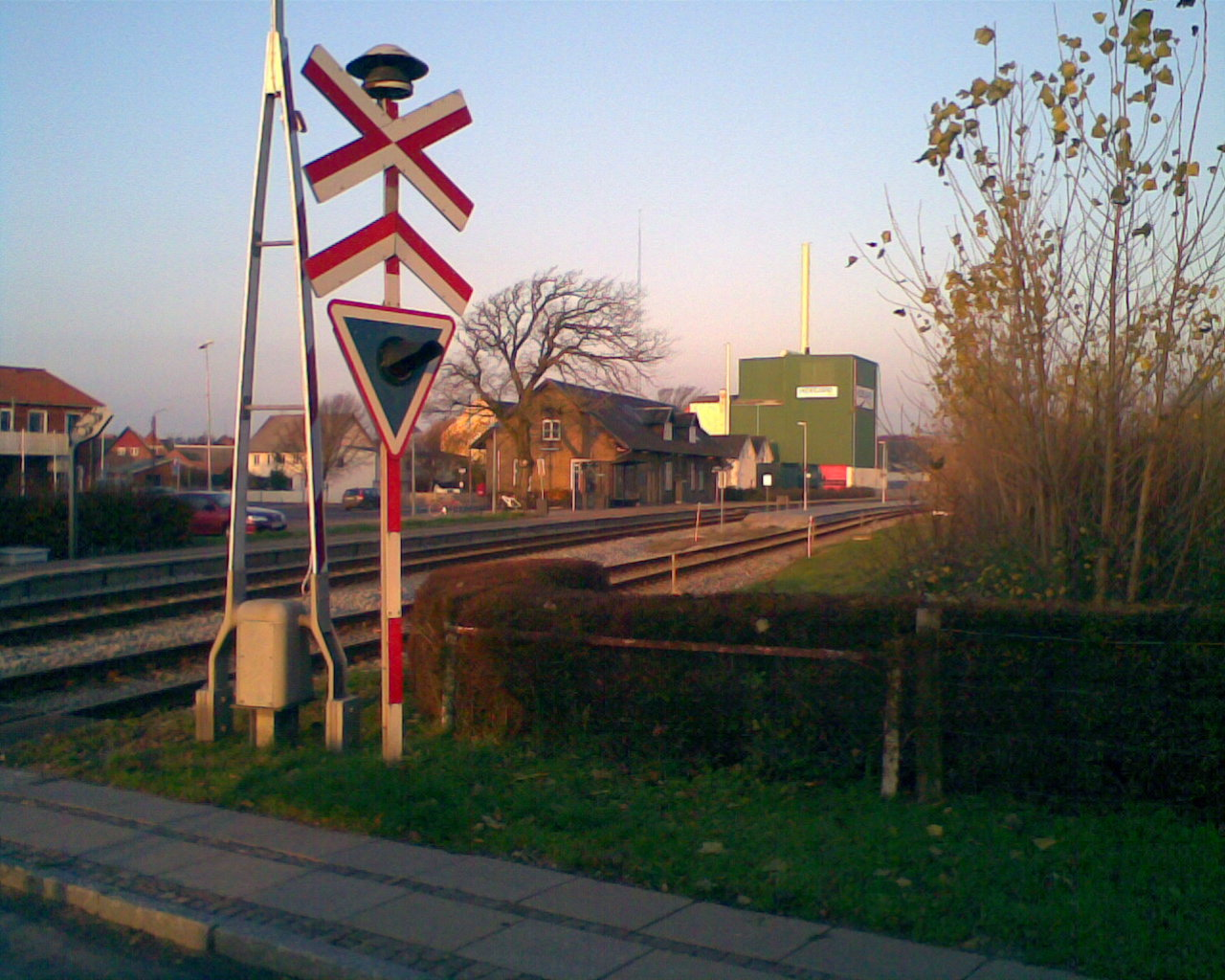
Thybanan vid Bedsted.
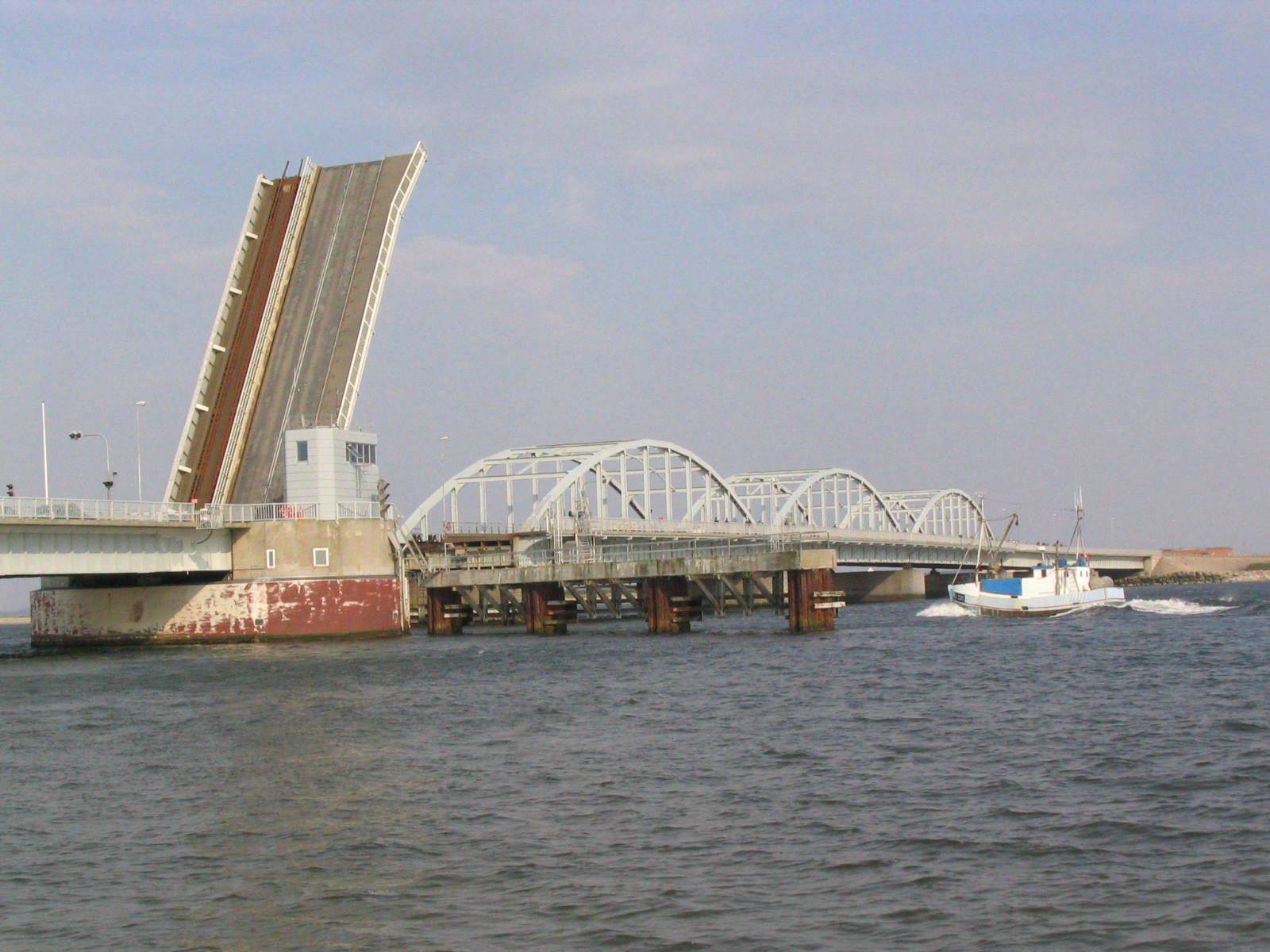
Oddesundsbron.